# Kiri Te Kanawa
Kiri Te Kanawa, ursprungligen Claire Mary Teresa Rawstron, född 6 mars 1944 i Gisborne, Nya Zeeland, är en nyzeeländsk operasångerska (sopran) som var en av sin tids största inom det lyriskt-dramatiska facket, särskilt erkänd för sina tolkningar av Mozart och Richard Strauss. Te Kanawa studerade för bland andra Vera Rózsa.

## Biografi
Kiri Te Kanawa har både europeiskt och maoriskt ursprung, men inte så mycket har blivit känt om hennes biologiska föräldrar då hon tidigt adopterades av maoriern Thomas Te Kanawa och hans fru Nell som var av irländsk släkt. Sin första undervisning i sång fick hon i Auckland av Syster Maria Leo, som är känd för att ha tränat även andra berömda sopraner. 1965 vann hon en tävling i Melbourne med sitt framförande av Vissi d'arte ur Puccinis Tosca, vilket gav henne möjlighet till fortsatta musikstudier i London. 
Hennes första mindre roll i London var i Mozarts Trollflöjten.
1969 fick hon sin första huvudroll, som Elina i Rossinis La donna del lago. Sin debut på Royal Opera House i Covent Garden gjorde hon 1970 som Xenia i Boris Godunov. Under de följande åren framträdde hon på alla de större operahusen i världen. Hennes debut på Metropolitan Opera i New York kom 1974 då hon fick ersätta Teresa Stratas som blivit sjuk.
På bara några timmar fick hon förbereda sig på rollen som Desdemona i Verdis Otello.
1984 blev hon känd även utanför operapublikens gränser, då Leonard Bernstein engagerade henne för rollen som Maria i en studioinspelning av musikalen West Side Story där Jose Carreras spelade rollen som Tony.
1991 medverkade Kiri Te Kanawa i Paul McCartney's Liverpool Oratorio - hans första klassiska verk. Samma år framträdde hon tillsammans med dirigenten Georg Solti vid en särskilt anordnad festkonsert i Stockholms konserthus i samband med utdelningen av Nobelpriset.

## Utmärkelser
- Dame Commander av Brittiska imperieorden,  12 juni 1982[5]
- Hedersdoktor vid University of Auckland,  1983[6]
- Hederscompanion av Australienorden,  26 januari 1990[7]
- Order of New Zealand,  17 juni 1995
- Hedersdoktor vid University of Waikato,  1996[8]
- Hedersdoktor vid Victoria University of Wellington,  2006[9]
- Edisonpriset 2003,  12 juni 2008
- Exemplary/Supreme Award of the Te Waka Toi Awards,  2010[10]
- Hedersdoktor vid Royal College of Music,  2015[11]
- Companion of Honour,  2018
- Hedersdoktor vid Universitetet i Cambridge
- Classic Brit Awards
- Hedersdoktor vid University of Chicago
- Hedersdoktor vid University of Warwick
- Hedersdoktor vid Durhams universitet
- Hedersdoktor vid Oxfords universitet
- Brit Award for Classical Recording
- Hedersdoktor vid University of Bath

[Redigera Wikidata]